# Lupinus hillii
Lupinus hillii, è una specie di lupinus originaria dell'Arizona e di alcune parti del Nuovo Messico.

## Sottospecie
Lupinus hillii ha tre sottospecie, tra cui:
Lupinus hillii var. arizonicus, originario dell'Arizona e del Nuovo Messico.
Lupinus hillii var. hillii, originario del New Mexico.
Lupinus hillii var. osterhoutianus, originario dell'Arizona e del Nuovo Messico.

## Descrizione
Il lupino di Hill può crescere fino a 0,60 m. Cresce in posizione verticale o orizzontale. Non ci sono peli sugli steli, ma le foglie sono pelose. Le foglie verdi sono foglie composte, dai 5 a 9 fogli. I fiori sono di una varietà di colori, tra cui blu, viola, lavanda. Il frutto prodotto è un baccello di legumi. Il colore della frutta inizia dal verde e diventa marrone.

## Distribuzione e habitat
La sua stagione di fioritura è da maggio a settembre. L'altitudine in cui potresti trovare la pianta è compresa tra i 1 800 e 2 700 metri, nelle foreste di pini di Ponderosa.
Lupinus hillii ha uno status globale di G3, il che significa che è vulnerabile, ha anche uno status locale di S3 nel Nuovo Messico.